# جودی آنا پترسون
جودی آنا پترسون (انگلیسی: Jodi Ann Paterson؛ زادهٔ ۳۱ ژوئیهٔ ۱۹۷۵) مدل و هنرپیشه اهل ایالات متحده آمریکا است.
از فیلم‌ها یا برنامه‌های تلویزیونی که وی در آن نقش داشته است می‌توان به  رفیق، ماشین من کجاست؟ اشاره کرد.